# Trond Nilssen
Trond Nilssen (* 22. August 1990) ist ein norwegischer Schauspieler. Bekannt ist er vor allem für seine Rolle in King of Devil’s Island (Kongen av Bastøy, 2010), für die er einen Amanda Award als Bester Nebendarsteller erhielt. Beim Edinburgh International Filmfestival wurde er für seine Darstellung mit dem Preis für den besten Newcomer ausgezeichnet. 2011 spielte er in Sons of Norway (Sønner av Norge) von Jens Lien und 2012 in Unschuld (Uskyld) von Sara Johnsen.

## Filmografie
- 2010: King of Devil’s Island, Regie: Marius Holst
- 2011: Sons of Norway, Regie: Jens Lien
- 2012: Unschuld, Regie: Sara Johnsen
- 2014: Victor (Kurzfilm)
- 2016: Pyromaniac – Bevor ich verbrenne, Regie: Erik Skjoldbjærg